# 併購
併購，意即合併与收購（Mergers and acquisitions，縮寫 M&A），是策略管理、企業財務及管理的術語，指不使用創建子公司或者合資公司的方式，通過購買、售賣、拆分以及合併不同公司或者類似的實體，以幫助企業在其領域、行業或者產地等方面快速成長。實際操作中，「合併」以及「收購」之間的區別越來越小。會計上於國際財務報導準則第三號公報-企業合併（中國大陸以企業會計准則第20號——企業合併爲準），對於企業併購做出定義。企業合併為收購者對一個或多個企業取得控制之交易或其他事項。這些交易有時稱為真實合併或對等合併，這些名詞亦為國際財務報導準則中所稱企業合併之範圍內。

## 目的
併購活動的主要理性因素是改善公司的財務表現，其主要動機包括：
- 規模經濟：合併後的公司通常能藉由減少功能重複的部門，或調整營運方式來降低公司的固定成本支出，以提高利潤。
- 範圍經濟：主要指需求端效率的改變，比如增加或減少不同產品的營銷和渠道的範圍。
- 增加營業額或市場佔有率：假設買家會合併一個主要的競爭對手，以增加其市場佔有率和定價權。
- 交叉銷售：比如一家銀行購買了一家券商，那麼銀行能通過券商的管道銷售其產品，並且券商能為銀行客戶設立股票賬戶。另外比如一家製造商通過併購之後去銷售其互補品。
- 協同效應：比如增加管理的專業性，增加訂單量以拿到更多批發折扣等。
- 稅收：一家盈利的公司可通過購買一家虧損的企業，以利用其虧損來獲得減稅的優勢。然後在美國以及其他一些國家，有規定來限制盈利的公司通過這種方式來避稅。
- 多樣化：通過多樣化的方式來平滑公司的業績，長期使得公司股價變得平滑。給予保守投資者以投資信心。但是這種動機並不一定給股東創造價值。
- 資源轉移：通過資源在公司間的分配(Barney, 1991)以及收購公司和目標公司之間資源的轉移，來克服信息不對稱和結合稀缺資源來創造價值。[2]
- 縱向整合：更緊密的供應鏈的垂直整合，使得產品在生產與銷售上更具競爭力，能夠使產品以更低的市價進行銷售，進而增加市占率與利潤。
- 招聘：一些企業通過併購來作為招聘的一種方式，特別是當目標公司是一家小的私人企業，或者正處於創業階段。收購公司通過併購目標公司的員工以獲得其資產和客戶資源。
- 集中下單：兩個不同採購組織進行相同的採購時，集中下單以提高議價能力，藉以取得更低成本的原物料。

## 合併与收購的区别
尽管经常被交替使用，合併和收购略有区别。当一个公司收购了另一个公司並以新业主自称，这项购买被称为收购。从法律上来说，目标的公司不再存在，买家已经“吞食”了卖家的生意，而买家的股票仍旧在正常交易。
然而严格来说，合併是两个公司一起同意合成一个公司，拥有权和经营权都合二为一。这样的行为可以更准确地被称做“平等兼併”。通常这两家公司规模相当。两家的股票都下市，取而代之的是新公司的股票发行。比如在1999年格蘭素威康（Glaxo Wellcome）和史克必成（SmithKline Beecham）公司的合併中，两家公司都不复存在，取而代之的是新公司格蘭素史克。
平等兼併事实上並不常发生。而是被收购的公司会在收购条款中要求对外称为平等兼併，即使它是一次实质上的收购。因为被收购通常被认为会带来负面影响，所以把它称为兼併。

## 收購方法
- 委託書爭奪戰（Proxy fight）
- 併購
- 槓桿收購
- 分拆（Divestiture / spin-off）

會計處理
國際會計準則理事會與美國財務會計準則委員會一致決定企業合併之會計處理僅能採用收購法(acquisition method)。收購法為藉由以公允價值認列所有取得之資產及負債，於財務報表中涵蓋市場對於資產及負債未來預期之現金流量資訊，便以增加財務報表之攸關性。收購法應認列於收購日取得之可辨認淨資產(資產及負債)之公允價值及非控制權益。惟非控制權益屬現時權益，且持有者有權於清算時按比例份額享有者，應按公允價值或持有者享有比例份額認列。
企業付出移轉對價以合併他公司之可辨認淨資產，移轉對價之形式通常為現金或企業發行股份。移轉對價大於被收購者淨資產公允價值為商譽，反之則為廉價購買利益。
收購相關成本
企業為完成收購需支付仲介費用(投資銀行)、顧問費用(諮詢公司)、律師事務所諮詢費用、會計師事務所審計及評價費用、專家之諮詢費用(例如特定機器設備之價值及功能諮詢)以及證券發行費用(證券承銷商)。收購相關之成本為收購者之獨立交易，與被收購公司之公允價值無關，因此收購相關成本並不包含於收購者之移轉對價中。根據國際財務報導準則第三號企業合併，收購相關成本應認列為費用。收購成本中之證券發行成本，應作為發行證券(股份)資本公積之減少。公司債發行成本則作為公司債之折價。
編製合併工作底稿
子公司之可辨認淨資產公允價值及帳面金額間存在之差額，應依據其公允價值高估或低估之資產或負債性質，以銷貨成本(存貨)折舊(固定資產)或利息費用(應付票據)之增加或減少，反應於合併綜合損益表。子公司之可辨認淨資產公允價值及帳面金額間存在之差額，將成為母公司投資收益及合併工作底稿上之調整項目。
於收購日，合併資產負債表上之資產及負債為：收購日母公司淨資產帳面金額、子公司淨資產收購日之帳面金額(包含未入帳之可辨認資產和負債及不可辨認之商譽)及收購日子公司淨資產之高低估數之和。

## 收購的形式
- 「善意收購」（friendly takeover）經目标公司董事會同意而直接收購該公司，其時常發生。股東會收到現金或（更常見）一個已經同意數目的收購公司股份。
- 「恶意收購」（hostile takeover），又稱「敵意併購」、「強制收購」，指收購公司在未經目標公司董事會允許，不管對方是否同意的情況下，所進行的收購活動。當事雙方採用各種攻防策略完成收購行為，並希望取得控制性股權，成為大股東。當中，雙方強烈的對抗性是其基本特點。除非目標公司的股票流通量高可以容易在市場上吸納，否則收購困難。恶意收購可能引致突襲收購。
- 「反收購」有以下含意：
  - 小公司收購大公司，俗稱「蛇吞象」。
  - 私人公司收購上市公司。
  - 借殼上市，是私人公司繞過大部分證券監管機構的條例而進行上市的方法，當中一家私人公司收購一家運作中的空殼公開上市公司，而該私人公司管理層之後控制公開上市公司。

## 著名的收購行動

### 併購成功
- 1972年，置地公司成功收購牛奶公司股權，並因此獲取牛奶公司於香港薄扶林的土地重新發展，並重建成為今日的置富花園。
- 1995年，在併購談判未果的情形下，IBM以35億美金強制收購Lotus公司。
- 2002年，惠普計劃收購康柏，在惠普創辦人家族大力反對的情形下，仍由時任惠普執行長的卡莉·費奧麗娜強力主導下完成收購。
- 2009年，台灣的中華開發金融控股公司以收購委託書等方式，試圖主導金鼎證券董事會以完成購併，但金鼎證券的原始大股東張平沼家族反對，在2009年股東會召開時，雙方各自宣稱自己的人馬已當選足額董監事，並各自指派董事長及總經理，造成金鼎證券經營權鬧雙胞。2010年6月，法院裁定由臨時管理人進駐金鼎證券暫時代理董事會職權，群益證券扮演白武士於2011年合併金鼎證券，改名為群益金鼎證券，中華開發金控持有的金鼎證券股票在適當價格釋出。
- 2009年，Oracle併購昇陽電腦，而取得Java、MySQL、OpenOffice.org等軟體的版權掌控。而後引發OpenOffice開發者出走，見OpenOffice已經無人可以繼續維護，2011年6月，Oracle宣布將OpenOffice捐贈給Apache軟體基金會，成為Apache OpenOffice。MySQL的創辦人也於2009年出走成立MariaDB，2013年6月18日，Oracle修改MySQL授權，移除了GPL。

### 併購失敗
由於併購可能潛藏惡意收購、收購後妨害公平競爭等問題，因此有些收購案最後失敗，可能是因為被主管單位擋下，或者對方公司非常不同意收購。
- 1979年，和記黃埔意圖利用收購行動控制長江實業，時任長江實業主席的李嘉誠四处尋找支持者，結果不但保住了公司，更因為和記黃埔為了進行收購行動的過度借貸，反而被長江集團反收購。
- 2005年，日本Livedoor企圖取得富士電視台母公司日本放送的大部份股權，進而收購富士電視台，而與富士的公司派展開股權爭奪戰。後來經各方協調，Livedoor退出部份股份，並與富士簽定業務合作的協議書，結束了收購行動。
- 2019年2月6日，歐洲聯盟委员会否決德國西門子鐵路系統和法國阿爾斯通的鐵路交通業務合併案。